# Обелиск Севера
Обелиск Севера — памятник монументального искусства региональной категории охраны в центре Архангельска, возле здания Администрации Архангельской области на Троицком проспекте. Открыт 7 ноября 1930 года. Посвящён созданию Северного края.

## Описание
У основания прикреплены мемориальные доски. На пятигранном постаменте расположена фигура «Помор с оленем» высотой 6 метров и четырехгранный обелиск. Пять барельефов на стенках постамента отражают отрасли народного хозяйства севера. В центре композиции изображен серп и молот. Материалом для обелиска стали цемент и гранитная крошка, на цокольную часть шел песчаник.

## История памятника
В августе 1929 года на заседании 1-го Краевого съезда Советов в Архангельске делегат Максимов внес предложение «ознаменовать начало новой исторической полосы в развитии края открытием специального памятника, так называемого обелиска». В декабре 1929 года московский архитектор Иов Алтухов приехал в Архангельск с эскизами памятника, которые были утверждены специальной комиссией. В первых числах мая 1930 года Алтухов начал сооружение каркаса для глиняной скульптуры «Помор с оленем» и барельефов. Чтобы успеть к ближайшей годовщине революции Алтухову были назначены около ста помощников, в том числе 12 гранитчиков, работавших ранее над Мавзолеем Ленина в Москве. Прорабом проекта был архангельский художник И. А. Давыдов, десятником П. М. Подольский.

## Галерея

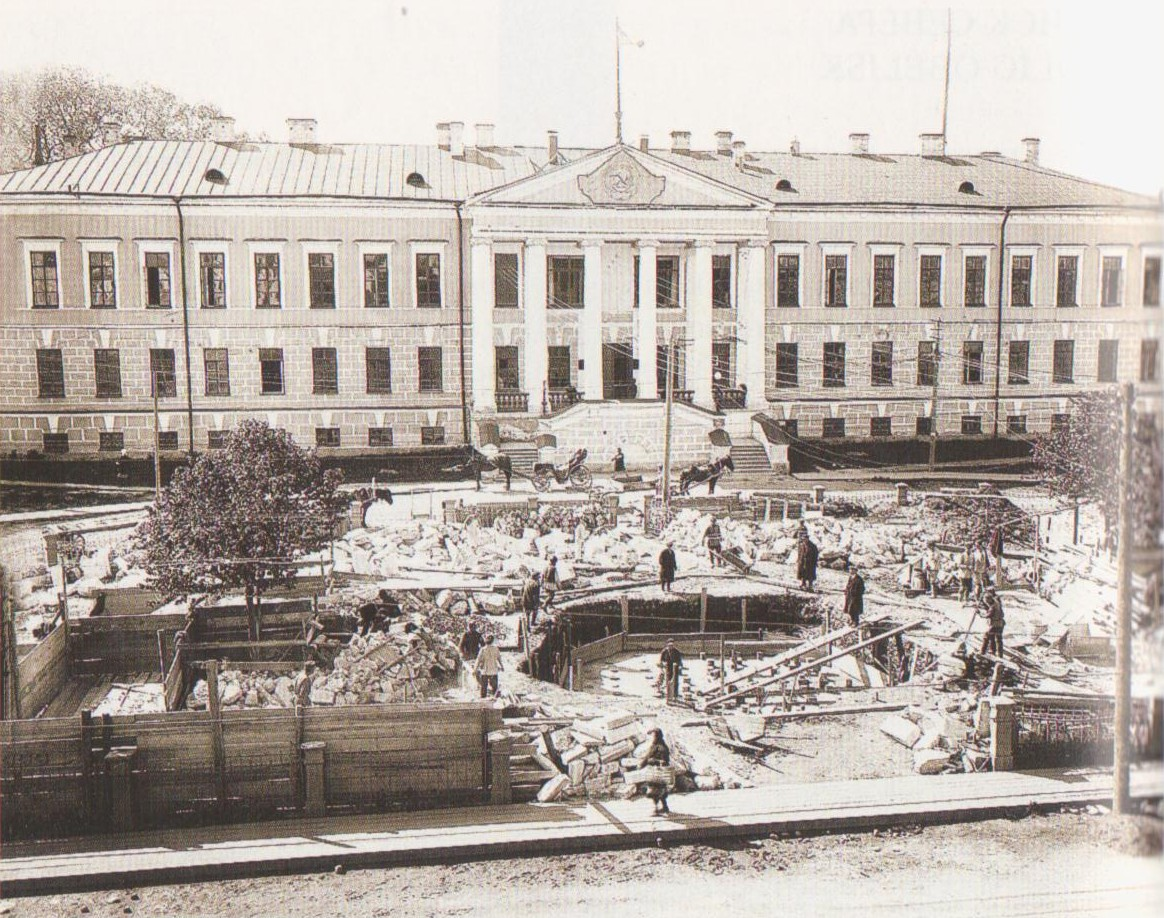
Устройство фундамента под обелиск Севера, 1930
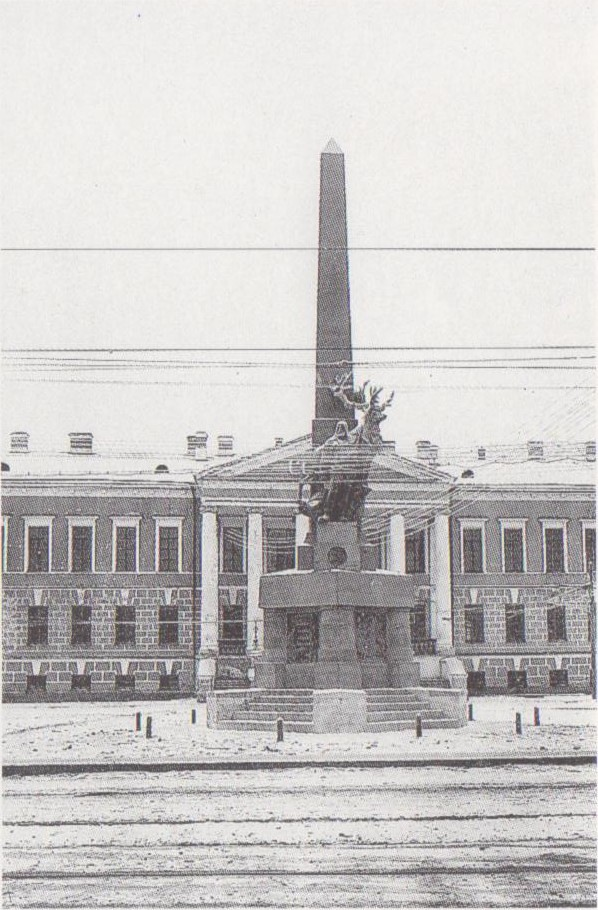
Обелиск Севера на фоне здания губернских присутственных мест (утрачено), 1930 год
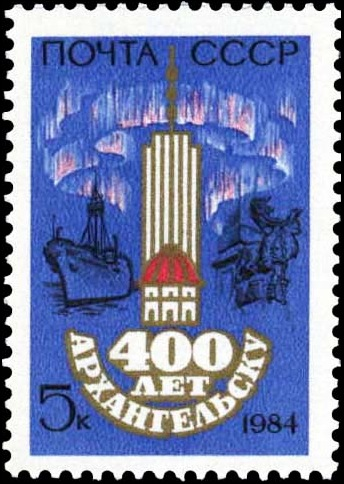
Почтовая марка 1984 года с изображением обелиска